# Малый Трёхсвятительский переулок
Малый Трёхсвяти́тельский переу́лок (1924—1993 — Малый Вузовский) — переулок в Центральном административном округе города Москвы. Проходит от Подкопаевского переулка до Покровского бульвара, лежит между Подколокольным переулком и Большим Трёхсвятительским переулком, параллельно последнему. Нумерация домов ведётся от Подкопаевского переулка. Вниз, к Хитровской площади, к Подколокольному переулку спускается Хитровский переулок.

## Происхождение названия
Название XVII—XVIII веков, дано по находящейся по соседству церкви. Хотя главный престол храма посвящён Живоначальной Троице, он получил известность в Москве по приделу во имя трёх святителей: Василия Великого, Григория Богослова и Иоанна Златоуста.

## История
В 1924 году переулок был переименован в Малый Вузовский на основании того, что в одном из соседних переулков тогда открылось новое высшее учебное заведение. В 1993 году переулку возвращено историческое название.

## Примечательные здания и сооружения
По нечётной стороне:
- № 3/4 — Бывшее здание Евангелическо-реформатской церкви. В настоящее время в здании находится Центральная церковь евангельских христиан-баптистов, а также община церкви адвентистов седьмого дня.

По чётной стороне:
- № 2 — Доходный дом Карниловых (1879), позднее — поликлиника[1]
- № 4 — Доходный дом церкви Трёх Святителей на Кулишках (1875, 1892, 1897, втор. четв.—сер. XX в), позднее — поликлиника[1]
- № 4/6, строение 5 — Храм Трёх Святителей, что на Кулишках — здесь был крещён великий русский композитор Александр Николаевич Скрябин, в ней же крестили сестру Ф. И. Тютчева, а также отпевали его малолетнего брата (в обоих случаях несовершеннолетний будущий поэт был восприемником). Здесь же венчался архитектор Петр Барановский; отпевали А. С. Карзинкина.
- № 8 (угол Хитровского переулка, д. 2). Дом Остермана. Ценный объект культурного наследия регионального значения.[2] — бывшая усадьба графа Остермана (XVIII век) — бывший Мясницкий полицейский дом (XIX в). В этом доме провёл свои детские годы русский поэт Ф. И. Тютчев.
- № 8/2, строение 7 — Жилой дом (1933—1934, архитектор К. С. Толоконников)[1]
- № 8/2, строение 8 — Жилой дом Военно-инженерной академии (1935, архитектор Т. Я. Мовчан под руководством В. Д. Кокорина), в основе — казарма Мясницкой полицейской части (1890-е)[1]
- № 10/16 — Доходный дом (1894, архитектор В. В. Барков)

## Транспорт
- Трамваи А, 3, 39 от станций метро «Чистые пруды», «Тургеневская», «Сретенский бульвар».